# SNCF Z 600
De Z 600 vormen een kleine serie van acht metersporige treinstellen voor de spoorlijn Saint-Gervais-les-Bains-Le Fayet - Vallorcine.